# 古巴同性婚姻
古巴於2022年9月25日針對新版家庭法進行公投，法案獲得通過，允許同性伴侶結婚與收養孩子。力推婚姻平權的總理曼努埃爾·馬雷羅於公投結果出爐後即刻簽署新版家庭法 ，同性婚姻於官方公報2022年9月27日正式公布起立即生效，古巴成為首個通過同性婚姻合法化的共產主义國家。

## 歷史
1959年，古巴革命落幕後政府掀起一波反同性戀浪潮，整個1960年代及1970年代中期之前，古巴的同性戀者經常面對被圍捕、被揭露身份後失去工作及被送往軍事化勞改營等威脅。
1975年，古巴最高人民法院裁定於工作場合針對同性戀者的歧視屬違法。
1979年，同性之間的性行為除罪化。
1988年，古巴政府廢除最後一部警方可据此搜捕LGBT群体的明確反同性戀的法律。
1992年，時任古巴共產黨中央委員會第一書記的斐代爾·卡斯楚於公開談話中強調自己反對對同性戀者任何形式的歧視。
1993年，古巴政府開始實施公共教育計畫以消弭民眾對同性戀的恐懼。
2008年，古巴通過法律讓人民享有接受免費變性手術的權利。

## 法制化過程
2022年新版家庭法修正法案前後經過25次提交草案、召開近8万次市政廳式會議，以及收集近30万公眾諮詢後制定，於該年9月25日交付年滿16歲民眾公投，以大約三分之二多數贊成通過，主要的反對勢力是來自福音派等宗教人士。
過去數十年以來古巴官方及民眾對同性戀的態度出現改變，這其中古巴前領導人勞爾·卡斯楚的女兒瑪麗拉·卡斯楚扮演舉足輕重的角色，她身為古巴全国性教育中心主任和LGBT權利運動家，長期以來致力於推動有效的愛滋病預防，並促進人們對LGBT人權的認可和接受。